# 三井住建道路
三井住建道路株式会社（みついすみけんどうろ、SUMIKEN MITSUI ROAD CO.,LTD.は、本店を東京都新宿区に置く、三井住友建設株式会社傘下の土木工事、道路舗装専業会社。三井グループ各社の役員間の相互親睦と情報交換を目的とする会合・月曜会の会員企業。コーポレート・コピーは「大地とともに歩む」。

## 沿革

### 三井道路株式会社
- 1948年（昭和23年）2月 - 岡本興業株式会社として設立。
- 1951年（昭和26年）3月 - 建設業法による北海道知事登録(イ)第3047号を登録。
- 1961年（昭和36年）2月 - 建設業法による建設大臣登録(ト)第4133号を登録。
- 1965年（昭和40年）12月 - 商号を北海道道路株式会社に変更。
- 1971年（昭和46年）12月 - 三建道路株式会社、岡田鋪装株式会社を合併、商号を三井道路株式会社に変更。北海道支社、東京支社、仙台支店、埼玉支店、名古屋支店、大阪支店、広島支店及び福岡支店を開設。
- 1972年（昭和47年）1月 - 三道工業株式会社設立（現・連結子会社）。
- 1973年（昭和48年）7月 - 建設業法改正による建設大臣許可（特-48）第1330号を登録。
- 1974年（昭和49年）6月 - 宅地建物取引業法による、東京都知事(1)第27826号の免許を取得。
- 1988年（昭和63年）12月 - 決算期を9月から3月に変更。
- 1990年（平成2年）9月 - 定款を変更し、事業の目的に産業廃棄物の処理に関する事業を追加。
- 1992年（平成4年）12月 - 建設大臣許可（特-4）第1330号により建築工事業を追加。
- 1996年（平成8年）2月 - 東京証券取引所市場第二部に株式を上場。
- 1998年（平成10年）1月 - エムアール工業株式会社設立（連結子会社）。
- 2000年（平成12年）2月 - ISO9000シリーズを全店一括で取得。
- 2003年（平成15年）5月 - 住建道路と合併契約書締結。

### 住建道路株式会社
- 1971年（昭和46年）12月 - 住友建設株式会社の舗装部門を分離継承して独立し、舗装工事専門会社として住建道路株式会社を設立。
- 1972年（昭和47年）11月 - 兵庫県に本店を置く日本ペーブメント株式会社を合併。
- 1973年（昭和48年）
  - 11月 - 宮城県に本店を置く株式会社小河原組を合併、仙台営業所を仙台支店に改称。
  - 12月 - 株式会社小河原組設立。
- 1989年（平成元年）6月 - 定款を変更し、事業の目的に産業廃棄物の処理に関する事業を追加。
- 2000年（平成12年）12月 - ISO9000シリーズを全店一括で取得。
- 2003年（平成15年）5月 - 三井道路と合併契約書締結。

### 三井住建道路
- 2003年（平成15年）10月 - 三井道路株式会社が住建道路株式会社を合併、商号を三井住建道路株式会社に変更。
- 2006年（平成18年）3月 - 株式会社小河原組の株式を譲渡し、同社を連結の範囲から除外。
- 2010年（平成22年）9月 - ISO14001を認証取得。
- 2011年（平成23年）3月 - エムアール工業株式会社解散。
- 2012年（平成24年）4月 - 雁部建設株式会社の株式取得（連結子会社化）。
- 2013年（平成25年）6月 - 定款を変更し、事業の目的に土壌・地下水汚染の調査及び浄化等に関する事項、並びに発電事業及び電気の販売等に関する事項を追加。
- 2014年（平成26年）4月 - 四国支店を廃止し、中国支店を中四国支店に改称。
- 2018年（平成30年）4月 - 関西支店に中四国支店を統合。
- 2019年（平成31年）4月 - ISO45001の認証取得。
- 2020年（令和2年）
  - 4月 - 開発環境事業部を新設。
  - 7月 - 本店を東京都新宿区西新宿6丁目24-1に移転。
- 2021年（令和3年）3月 - 雁部建設株式会社の株式を譲渡し、同社を連結の範囲から除外。

## 主要な事業所
- 本店 - 東京都新宿区西新宿6-24-1
- 北海道支店 - 札幌市中央区南1条西25-1-1
- 東北支店 - 仙台市青葉区本町2-1-8
- 関東支店 - 東京都新宿区余丁町13-27
- 中部支店 - 名古屋市中区千代田1-16-6
- 関西支店 - 大阪市西区江戸堀1-22-4
- 九州支店 - 福岡市中央区荒戸1-1-6
- 開発環境事業部 - 神奈川県川崎市麻生区万福寺1-1-1
- 技術研究所 - 千葉県流山市駒木518-1

## 主な施工物件
- 平成29～30年度 山崎地区改良舗装工事 - 国土交通省東北地方整備局
- 長崎497号調川トンネル1号1工区舗装工事 - 国土交通省九州地方整備局
- 東九州道（清武～日南）松永東弁分地区舗装外工事 - 国土交通省九州地方整備局
- 東名高速道路　東名静岡東スマートインターチェンジ舗装工事 - 中日本高速道路東京支社
- 街路築造工事及び整地工事（26有-2）
- 首都圏中央連絡自動車道　桶川舗装工事 - 東日本高速道路関東支社
- 復26工第081号　三十刈地区避難場所整備その2工事（震災）
- 令和元年度　熊本空港誘導路改良外1件工事 - 国土交通省九州地方整備局
- R1国道357号新磯子（2）電線共同溝その2工事 - 国土交通省関東地方整備局
- 一般国道40号 稚内市新光舗装工事 - 国土交通省北海道開発局
- 道東自動車道 帯広管内舗装補修工事 - 東日本高速道路
- 一般国道40号 稚内市勇知舗装工事
- 上荒川地区舗装工事 - 国土交通省東北地方整備局
- 根木内電線共同溝（その2）工事 - 国土交通省関東地方整備局
- 北町歩道舗装復旧工事 - 国土交通省関東地方整備局
- SJ35工区からSJ43工区街路築造工事（その4）
- 路面補修工事（3の25・遮熱性舗装及び歩道改善）
- 柳町地区舗装工事 - 国土交通省関東地方整備局
- 大原歩道舗装復旧工事 - 国土交通省関東地方整備局
- 平成21年度 名古屋地区交差点舗装工事
- 東名阪自動車道 高針～有松間舗装工事
- 平成21年度 本町北地区電線共同溝工事
- 福岡外環状道路 野芥地区改築工事
- 福岡497号 拾六町高架橋舗装工事